# L'ombra che passa
L'ombra che passa è un film muto italiano del 1917 diretto da Gennaro Righelli.